# Kakan
Koordinati:   43°41′28″N, 15°40′03″E
Kakan je občasno naseljen (samo v turistični sezoni) otok v hrvaškem delu Jadrana. Leži vzhodno od otoka Žirje, od katerega ga loči Žirjanski kanal, in zahodno od otoka Kaprije, v šibeniškem arhipelagu. Kakan je ozek in okoli 5,2 km dolg otok. Najvišji vrh z imenom Kakan je visok 112 mnm. Površina otoka meri 3,38 km². Dolžina obalnega pasu je 14,28 km. Na otoku sta dva rta, oba z imenom Kakan. Prvi rt leži na severozahodu otoka, drugi na katerem je svetilnik pa na jugovzhodu otoka. V zalivu Tratica na severovzhodni obali je manjša restavracija. Pod restavracijo stoji manjši pomol in nekaj boj za privez manjših plovil. Globina morja pri pomolu je 2 m.
Iz pomorske karte je razvidno, da svetilnik, ki stoji na rtu Kakan, oddaja svetlobni signal: R Bl(2) 5s. Nazivni domet svetilnika je 4 milje